# 無敵神駒
無敵神駒（英語：Medic Power，2003年11月13日生於紐西蘭）是純種競賽馬匹，棗色閹馬，在香港比賽。父系是寶蹄伶俐、母系是Quintessence。訓練此駒的練馬師是蘇保羅及告東尼，馬主為無敵友團體。牠是2006/2007年最大進步馬匹得主，主要勝出賽事包括沙田銀瓶，現時出賽18場取得7捷，總獎金為港元5,171,900。

## 競賽生涯

### 2006-07年馬季
無敵神駒於12月16日初次出賽，跑1200米，臨場被捧為4.5倍的第二熱門，採取領放策略，轉到直路二百米開始力竭，最終跑第七。1月7日，於同程再度出賽，改用跟前策略，最後二百五十米領先，將優勢帶回終點。
2月4日，無敵神駒首次在第三班作賽，改配徐君禮上陣，僅負107磅，直路嘗試超前其他馬匹，一度受阻但仍以輕鬆姿態彈離其他對手。3月10日，繼續出戰1200米(日本中央競馬會錦標)，首次被捧成兩倍以下的大熱門，最後二百米領放其他馬匹，將勝果帶回終點。
在4月9日再以同樣手法贏得一場第三班1200米比賽後，4月29日首次在第二班比賽，直路上首先帶出，更抱離亞軍兩個馬位，取得五連勝。下一場賽事是5月24日所舉行的香港三級賽沙田銀瓶，同時帶著出賽五連勝未嘗敗績的蓮華生輝出戰此賽，馬會亦罕有地以宣傳這場香港三級賽。在賽事當日，無敵神駒是次熱門，但臨場獲起票支持，投注結束前，賠率為2.7倍，起步時留守較前位置，在直路上柏寶開始在內檔催策，最後二百米找到空位開始領先，更將對手放離一個多馬位過終點，取得六連捷，更打破1200米場地紀錄時間，而蓮華生輝則只能取得殿軍，不過蘇保羅並沒打算讓牠參與匯豐卓越理財盃，挑戰七連捷。
在這個馬季，贏得香港賽馬會2006/2007年度最大進步馬匹。牠的評分由季初的52分急升至115分，總共63分。

### 2007-08年馬季
10月21日出戰香港三級賽精英碗，捧成大熱門，最終屈居於打破本身所保持場地紀錄的喜皇寶，跑入一席第三。11月17日，在香港短途錦標預賽上陣，被捧成次熱門，不過全程表現甚差，最後以第八過終點，賽後獸醫發現牠心律不正常，因此被迫放棄參與在12月9日舉行的香港短途錦標。
經過久休後，牠在2月17日的主席短途獎再度亮相，由於柏寶策騎騏綵的關係，改由韋達策騎，在直路上與喜蓮精彩互相觸碰，失去平衡，韋達將牠收停，最後大敗而回。

### 2008-09年馬季
經過長時間的休養後，在9月的試閘有良好表現。今季的第一場賽事是10月26日舉行的精英碗，比賽開始較後，但逐段追上，直路上嘗試後上，一度被困，找到位置後反應一般，結果與安畋併頭第五。無敵神駒在香港短途錦標預賽大敗而回後，以於2009年3月22日角逐一班1200米賽事，只得第七。然後在二級賽短途錦標表現一般。蘇保羅建議馬主轉投其他馬房，於是轉投告東尼，在6月28日舉行的一班1200米賽事中，於蔡明紹胯下跟隨領放的幸運駿駒，在直路超越牠，並維持走勢勝出，為此馬贏得相隔兩年的首勝。

### 2009-10年馬季
無敵神駒將會出戰9月13日舉行的香港特區行政長官盃，跑入第三。之後在精英碗毫無表現。但是在第三場比賽香港短途錦標預賽跑得不錯，在直路上抽出外疊跑，曾一度取得領先，不過被蓮華生輝及鳥語花香超越，最後以短馬位之差敗於時尚風采奪得第四。賽後放棄角逐香港國際賽事。原定報名參戰2010年1月10日洋紫荊短途錦標，但在排位前退出。

## 曾勝出的級際賽事
- 沙田銀瓶（2007年）

## 詳細成績
| 日期       | 馬場 | 距離 | 級別 | 賽事名稱                  | 負重 | 騎師   | 出馬 | 名次  | 時間    | 與頭馬距離 | 頭馬（二馬） |
| ---------- | ---- | ---- | ---- | ------------------------- | ---- | ------ | ---- | ----- | ------- | ---------- | ------------ |
| 16/12/2006 | 沙田 | 1200 |      | 4班讓磅賽                 | 125  | 柏寶   | 14   | 7     | 1:10.9  | 3 1/2      | 永旺駒       |
| 7/1/2007   | 沙田 | 1200 |      | 4班讓磅賽                 | 122  | 柏寶   | 14   | 1     | 1:09.7  | 1 3/4      | （金冠）     |
| 4/2/2007   | 沙田 | 1200 |      | 3班讓磅賽                 | 107  | 徐君禮 | 13   | 1     | 1:08.8  | 1 1/4      | （高點）     |
| 10/3/2007  | 沙田 | 1200 |      | 日本中央競馬會錦標        | 122  | 柏寶   | 14   | 1     | 1:09.6  | 1 1/2      | （高點）     |
| 9/4/2007   | 沙田 | 1200 |      | 3班讓磅賽                 | 131  | 柏寶   | 12   | 1     | 1:09.2  | 1 1/4      | （魄力王）   |
| 29/4/2007  | 沙田 | 1200 |      | 2班讓磅賽                 | 127  | 柏寶   | 14   | 1     | 1:08.6  | 2          | （陽光）     |
| 24/5/2007  | 沙田 | 1200 | HKG3 | 滙豐卓越理財沙田銀瓶      | 118  | 柏寶   | 12   | 1     | 1:07.7  | 1 3/4      | （綠色駿威） |
| 21/10/2007 | 沙田 | 1200 | HKG3 | 精英碗                    | 120  | 柏寶   | 14   | 3     | 1:07.9  | 1 3/4      | 喜皇寶       |
| 17/11/2007 | 沙田 | 1200 | HKG2 | 香港短途錦標預賽          | 123  | 柏寶   | 10   | 8     | 1:08.9  | 8 3/4      | 蓮華生輝     |
| 17/2/2008  | 沙田 | 1200 | HKG1 | 主席短途獎                | 126  | 韋達   | 8    | 8     | 無紀錄  | 多位       | 蓮華生輝     |
| 26/10/2007 | 沙田 | 1200 | HKG3 | 精英碗                    | 126  | 柏寶   | 14   | 併頭5 | 1:09.20 | 2 1/2      | 綠色駿威     |
| 23/11/2008 | 沙田 | 1200 | HKG2 | 香港短途錦標預賽          | 123  | 柏寶   | 12   | 9     | 1:08.77 | 3 1/2      | 安畋         |
| 22/3/2009  | 沙田 | 1200 |      | 第一班讓賽                | 133  | 柏寶   | 8    | 7     | 1:09.65 | 7          | 陽明好好     |
| 1/5/2009   | 沙田 | 1200 | HKG2 | 短途錦標                  | 123  | 潘頓   | 10   | 8     | 1:08.48 | 6          | 蓮華生輝     |
| 28/6/2009  | 沙田 | 1200 |      | 第一班讓賽                | 119  | 蔡明紹 | 13   | 1     | 1:10.77 | 1/2        | （紅衣司令） |
| 12/9/2009  | 沙田 | 1200 |      | 香港特區行政長官盃（1班） | 122  | 蔡明紹 | 11   | 3     | 1:08.87 | 1/2        | 開心歡笑     |
| 25/10/2009 | 沙田 | 1200 | HKG3 | 精英碗                    | 121  | 蔡明紹 | 14   | 8     | 1:09.39 | 2 1/4      | 創惑         |
| 22/11/2009 | 沙田 | 1200 | HKG2 | 香港短途錦標預賽          | 123  | 蔡明紹 | 14   | 4     | 1:09.61 | 2 3/4      | 鳥語花香     |